# كولن فلمنج
كولن فلمنج (بالإنجليزية: Colin Fleming)‏ هو سائق سيارة سباق أمريكي، ولد في 21 أبريل 1984.

## روابط خارجية
- كولن فلمنج على موقع DriverDB.com (الإنجليزية)